# 岩室温泉
岩室温泉（いわむろおんせん）は、新潟県新潟市西蒲区（旧国越後国）にある温泉、および町字。郵便番号は953-0104。強塩味で硫黄分を含む「黒湯」で知られる。

## 歴史
北国街道沿いに位置する。開湯は江戸時代の中期で、慶長年間以前と言われる。開湯伝説では雁が温泉で傷を癒しているところを発見したという。そのため、古くは「霊雁の湯」と呼ばれ、のちに弥彦神社参拝の宿場として栄えた。
当時の厚生省告示第203号により、1963年（昭和38年）4月23日付で弥彦温泉とともに国民保養温泉地に指定された。
かつての岩室村が2005年（平成17年）3月21日付で新潟市へ編入合併した際、岩室温泉が所在する「大字岩室」の全域を「岩室温泉」に改称する町名変更が実施された。

### 年表
- 1889年（明治22年）4月1日 : 合併により岩室村の大字となる。
- 2005年（平成17年）3月21日 : 合併により新潟市の大字となり、「岩室温泉」改称する。
- 2007年（平成19年）4月1日 : 新潟市の政令指定都市移行により、西蒲区の大字となる。

## 温泉街
弥彦神社の北、多宝山の東側に温泉街が広がる。旅館、ホテルなどの宿泊施設は9軒存在する。
温泉旅館の「高志の宿 高島屋」は、将棋の棋聖戦、囲碁の十段戦を誘致、対局会場となることがある。
新潟の奥座敷とも言われ、スナックなど歓楽的な要素も存在する。飲食店数は20件。
日帰り入浴施設は1軒所在し、新潟市が所有し指定管理者が運営業務を担う「新潟市岩室健康増進センター」（愛称：遊雁の湯よりなれ）が営業を行っている。
温泉街ではレンタサイクルの貸出しが行われている（有料）。

### 岩室芸妓
岩室温泉の芸妓は古町芸妓よりも古い県内最古の歴史を持ち、江戸時代に始まった。多いときには100名在籍していたが、2024年時点では4名となっている。

### 泉質
- 岩室4号源泉[13]
  - 含硫黄-ナトリウム・カルシウム-塩化物泉
  - 源泉約54.3℃、湧出量142L/分
  - 新潟市所有、動力揚湯
  - 旅館5施設、ホテル2施設のほか、足湯、日帰り、病院、その他各1施設に供給
- 上ノ郷おんせん[13]
  - 含硫黄-ナトリウム・カルシウム-塩化物泉
  - 源泉約56.6℃、湧出量120L/分
  - 民間所有、動力揚湯
  - 旅館2施設に供給

## 交通
公共交通

バス路線図。左下の黄色の路線が最寄りとなる。

- JR越後線 巻駅もしくは岩室駅よりウエスト観光バス「岩室・間瀬」行で「岩室」下車[14]。
所要時間：巻駅から約25分、岩室駅から約10分
- 巻駅またはJR弥彦線 弥彦駅、周辺観光地等から「にしかん観光周遊ぐる〜んバス」利用（週末を中心に季節運行）[15]。
- 越後線 岩室駅よりタクシーで約10分
- 新潟空港から予約制乗合タクシー「新潟ウエストコーストライナー」利用[16][注 1]。
- バスタ新宿よりWILLER EXPRESS H5102便で「岩室温泉ゆもとや」下車[注 2]。復路は東京駅（八重洲南口）行H5205便が利用可能。
所要時間：バスタ新宿から5時間25分、東京駅まで5時間40分
便数：バスタ新宿から毎日1本、東京駅まで毎日1本

自動車
- 北陸自動車道 巻潟東インターチェンジから国道460号・巻南バイパス経由で約15分

## 世帯数と人口
2018年（平成30年）1月31日現在の世帯数と人口は以下の通りである。
| 大字     | 世帯数  | 人口  |
| -------- | ------- | ----- |
| 岩室温泉 | 282世帯 | 674人 |

## 小・中学校の学区
市立小・中学校に通う場合、学区は以下の通りとなる。
| 番地 | 小学校             | 中学校             |
| ---- | ------------------ | ------------------ |
| 全域 | 新潟市立岩室小学校 | 新潟市立岩室中学校 |

## 周辺
- 多宝温泉 - 北側に隣接しており、月岡温泉同様の硫化水素イオン含有量の多さ[20]が特徴。日帰り入浴施設「だいろの湯」が存在する。
- 夏井のハザ木
- 角田山
- 弥彦山・弥彦温泉
- 上堰潟